# Вези меня, извозчик
«Вези меня, извозчик» — дебютный альбом исполнителя городского романса и русского шансона Александра Новикова.

## История альбома
В 1984 году Александр Новиков отошёл от рок-музыки и записал свой первый альбом в жанре русского шансона, ставший впоследствии самым известным его альбомом, который был назван «Вези меня, извозчик». Альбом был записан в 1984 году в Доме Культуры Уралмашзавода города Свердловска. В записи альбома принимали участие коллеги Новикова по группе «Рок-полигон» А. Хоменко, В. Елизаров, С. Пьянков, В. Чикунов, С. Кузнецов, а также Ю. Абрамов и Л. Элькин. Альбом 1984 года был выпущен как самиздат, однако довольно большим тиражом.
Первоначально альбом имел название «Улица Восточная» и воспринимался Новиковым как своеобразное «баловство».

## Арест Новикова
Впоследствии Новиков говорил:

Записывали альбом подпольно, тайно, по ночам. Опасались, что пронюхают в КГБ, посадить — не посадят, но сделать задуманное не дадут. Очень на этот счёт заблуждались.

5 октября 1984 года Новиков был арестован и помещён в СИЗО № 1 города Свердловска. Ему было предъявлено обвинение в организации изготовления поддельных музыкальных инструментов, однако в то же время была проведена культурная и автороведческая экспертиза по песням, записанным в альбоме «Вези меня, извозчик». Как вспоминал позже Новиков, по результатам этой экспертизы было решено, что:

«автор вышеупомянутых песен нуждается если не в психиатрической, то в тюремной изоляции наверняка».

Экспертиза была проведена композитором Евгением Родыгиным, членом Союза писателей СССР, членом редакторского комитета журнала «Урал» Вадимом Очеретиным, и представителем министерства культуры СССР Виктором Олюниным. Однако впоследствии Новикова не привлекли к ответственности за песни, и в 1985 году по вышеуказанной статье он был осуждён Свердловским судом к 10 годам лишения свободы.
Впоследствии Новиков заявлял, что его пытались заставить подписать отречение от песен, однако он отказался.
В 1990 году Новиков был досрочно освобожден, а затем реабилитирован.

## Список песен на магнитоальбоме 1984 года
Автор музыки и слов — Александр Новиков.
1. Вези меня, извозчик (4:57)
2. Куда ведут пути-дорожки (3:20)
3. Я вышел родом из еврейского квартала (3:39)
4. Город древний (3:58)
5. Гостиничная история (4:25)
6. В захолустном ресторане (4:01)
7. Рублики-копеечки (2:39)
8. Похороны Абрама (3:43)
9. Кляузник-сосед (3:33)
10. Телефонный разговор (2:59)
11. Фаэтон (4:13)
12. Меня ещё не раз посадят в лужу (2:38)
13. Помнишь, девочка?.. (3:36)
14. Вы уезжаете… (3:35)
15. Катилась по асфальту… (4:24)
16. Улица Восточная (4:07)
17. Развязать бы мой язык (5:12)
18. В магазине грампластинок (4:00)

## Музыканты, принимавшие участие в записи
Участники группы «Рок-полигон»
- Александр Новиков — вокал, гитара
- Алексей Хоменко — клавишные
- Владимир Елизаров — гитара
- Сергей Пьянков — ударные
- Всеволод Чикунов — бас-гитара
- Сергей Кузнецов — тенор-саксофон, клавишные
- Геннадий Баталов — альт-саксофон, кларнет

Приглашённые музыканты
- Юрий Абрамов — гитара (в песне «Помнишь, девочка?»)
- Борис Важенин — руководитель духовой секции (в песне «Похороны Абрама»)
- Леонид Элькин — скрипка (в песне «Рублики-копеечки»)

## Официальный альбом
Официально альбом был выпущен в 1991 году (под вывеской «Александр Новиков и группа „Хипиш“»). Впоследствии он переиздавался ещё трижды — в 1994 году (студия UEP), в 1995 году (студия Apex Records Co), в 1998 году (Компания «НОВИК Рекордс»). Песня «Вези меня, извозчик» стала самой известной песней Новикова, впоследствии неоднократно Новиковым давались концерты в честь юбилея этой песни.

## Песни, вошедшие в официальный альбом 1991 года
1. Вези меня, извозчик (5:03)
2. Гостиничная история (4:49)
3. Я вышел родом из еврейского квартала (4:10)
4. Улица Восточная (5:15)
5. Город древний (4:10)
6. Помнишь, девочка?.. (3:48)
7. Вы уезжаете… (3:59)
8. По улице жмуром несут Абрама…(Похороны Абрама) (3:45)
9. Вано, послушай! (Телефонный разговор) (3:12)

## Тематика альбома
Основная тематика альбома — дворовые песни Александра Новикова и его же лирика. Большинство песен написано с изрядной долей юмора.